# Daqin Railway
Daqin Railway (chinois simplifié : 大秦铁路股份有限公司 ; chinois traditionnel : 大秦鐵路股份有限公司 ; pinyin : Dàqín tiělù gǔfèn yǒuxiàngōngsī ; litt. « Société anonyme de Chemin de fer de Daqin ») est une entreprise chinoise spécialisée dans le transport de charbon à destination des grandes centrales électriques et de certaines grandes usines chinoises.